# بيمافايبرات
بيمافايبرات هو أحد أدوية تخفيض الكوليسترول وناهض مستقبل مكاثر البيروكسيسوم المنشط وتنتمي إلى مجموعة الفايبرات.
في 3 يوليو 2017، حصل على ترخيص وكالة الأدوية والأجهزة الطبية في اليابان.

## الأسماء التجارية
- متوفر تحت اسم بارموديا (Parmodia) الذي تنتجه شركة كووا للأدوية اليابانية، ومتوفر على شكل مضغوطات بجرعة 0.1 ملغ.[4]